# Lodewijk I van Bourbon-Condé
Lodewijk I van Bourbon-Condé, prins van Condé, hertog van Enghien (Edingen) (Vendôme, 7 mei 1530 — Jarnac, 13 maart 1569) was een prins van den bloede uit het Huis Bourbon en de voornaamste protestantse leider tijdens de drie eerste Hugenotenoorlogen. Hij werd tijdens de Slag bij Jarnac vermoord.
Hij was de stichter van het Huis Condé.

## Biografie
Als jongste zoon van Karel van Bourbon-Vendôme en Françoise van Alençon, was hij een broer van Anton van Bourbon, koning van Navarra, en via deze oom van de latere koning Hendrik III van Navarra en IV van Frankrijk.

### Eerste militaire carrière
Hij verrichtte zijn eerste wapenfeiten onder het bevel van de maarschalk van Brissac in Piëmont, waar zijn inzet en enthousiasme niet onopgemerkt bleven. Teruggekeerd naar Frankrijk nam hij in 1552 deel aan de verovering van de Trois-Évêchés en in verdediging van Metz. Het volgende jaar zou hij zich onderscheiden tijdens de campagne in Picardië. Als beloning plaatste de koning hem aan het hoofd van een reglementaire compagnie. In 1554 nam hij deel aan de Slag bij Renty, waarbij hij aan het hoofd van zijn dragonders een charge leidde. In 1555 keerde hij terug uit Italië, waar hij had gevochten; hij zou op zijn terugweg in Genève een protestantse preek hebben bijgewoond. Ondanks zijn verdiensten werd hem het bestuur over Picardië ontzegd, dat zijn vader en broer reeds voor hem hadden uitgeoefend. In 1557 nam hij deel aan de verdediging van het koninkrijk tijdens de invasie van Champagne en Picardië door de hertog van Savoye. Hij nam deel aan de innames van Calais en Thionville. Ondanks zijn inspanningen bleef hij in de marge van de koninklijke gunst; de positie van kolonel-generaal van de infanterie "par delà les monts" die hij in 1558 ontving, is bescheiden voor iemand van zijn hoge afkomst.

### Hugenotenoorlogen
Na de dood van Hendrik II van Frankrijk werd Lodewijk door ontevreden edelen van lagere stand (de zogenaamde Malcontents) aangesproken om hen te steunen in hun pogingen om het Huis Guise van de macht te verdrijven. Hij zou de capitaine muet zijn geweest van de zogenaamde samenzwering van Amboise (maart 1560), die hij uiteindelijk zou bekampen om zijn tegenstanders om de tuin te leiden. Door het Huis Guise, dat de lakens uitdeelde aan het hof, ervan verdacht te hebben deelgenomen aan deze samenzwering, werd Condé verplicht zich voor het koninklijk hof te komen verantwoorden. Dat hij niet werd aangehouden, kwam omdat het Huis Guise geen schriftelijk bewijs had van zijn deelname aan deze samenzwering.
Gevlucht naar zijn broer, de koning van Navarra, ondersteunde hij actief de opstandige beweging die tijdens de zomer de kop opstak in de provincie. De arrestatie van een van zijn agenten in het bezit van compromitterende documenten bracht de koning ertoe om hem, op 31 oktober, te laten aanhouden. Sommige protestantse bronnen doen het voorkomen alsof het om een terdoodveroordeling ging, zonder dat hiervoor echter enig bewijs is. Zijn executie zou zijn uitgesteld omwille van de ziekte van koning  Frans II van Frankrijk die op 5 december overleed. Met de wisseling van de macht werd hij door de koningin-moeder Catharina de' Medici, die behoefte had aan een prins van den bloede als tegengewicht voor het Huis Guise, vrijgelaten.

#### Eerste Hugenotenoorlog
Na het Bloedbad van Wassy (1 maart 1562) nam Lodewijk de wapens op. In april publiceerde hij een manifest waarin hij zijn voornemen bekend maakte de regentes en de koning te willen bevrijden van de bemoeienissen van het Huis Guise. Hij verkreeg beloften van hulp vanuit het Heilige Roomse Rijk en maakte met een handvol ruiters zich meester van verscheidene steden in het Loiredal. De protestanten namen de controle over in de Rhônevallei, de Dauphiné, de Languedoc en Lyon, waarvan de bescherming werd toevertrouwd aan Jan V van Parthenay. Maar geen enkele versterking wist Lodewijk te bereiken, noch uit deze regio's noch uit Guyenne. Hij verloor de slag bij Dreux en werd er krijgsgevangen genomen (1562). Hij werd door het Edict van Amboise van 1563, die aan de hugenoten een zekere mate van godsdienstvrijheid toestond, in vrijheid gesteld.

#### Tweede Hugenotenoorlog
In 1567 trachtte hij de koning en zijn moeder te ontvoeren. Deze episode, die onder de naam de Verrassing van Meaux de geschiedenis inging, deed de oorlog tussen beide religieuze kampen terug opflakkeren. De prins van Condé leverde in november 1567 slag bij Saint-Denis, die onbeslist eindigde, en de strijd werd beëindigd met een relatieve vrede, de Vrede van Longjumeau, die in werkelijkheid niets meer was dan een wapenstilstand die beide kampen toeliet hun troepen te versterken.

#### Derde Hugenotenoorlog
Tijdens de wapenstilstand die volgde op de Vrede van Longjumeau trok Lodewijk zich terug in het kasteel van Noyers. Hier werd hij op 23 augustus door koninklijke troepen bedreigd, en hij sloot zich op 19 september in La Rochelle weer aan bij Gaspard de Coligny. Ze troffen er ook Johanna van Albret en haar Gasconjers aan, in het gezelschap van Armand de Clermont, baron van Piles, en zijn Périgordische edelmannen, ruiters van de seneschalk van Poitou Fonteraille, en wat later werden ze vervoegd door Jacob II van Crussol, de baron van Acier.
De confrontatie met het koninklijk leger vond op 13 maart 1569 plaats te Jarnac. Gewond tijdens de strijd trachtte Condé zich nog over te geven toen hij werd vermoord door een pistoolschot van Joseph-François de Montesquiou, kapitein van de garde van Hendrik, de hertog van Anjou, bijgenaamd de manteaux rouges. Rondgeleid op een ezelin was zijn lijk het voorwerp van spottende opmerkingen van het katholieke leger alvorens gedurende twee dagen tentoongesteld te worden op een tafel in het kasteel van Jarnac.
Hij was de eerste van zijn familie die men M. le Prince noemde.
Zijn zogenaamde Mémoires zijn een compilatie van diverse geschriften met betrekking tot de geschiedenis van de protestanten uit zijn tijd.

## Kinderen
Uit zijn huwelijk dat werd gevierd op 22 juni 1551 met Eleonora van Roye, vrouwe van Conti (1535-1564) te Condé-en-Brie, had hij acht kinderen:
- Hendrik I van Bourbon-Condé, prins van Condé (1552-1588)
- Margaretha van Bourbon (1556, jong gestorven)
- Karel van Bourbon (1557, jong gestorven)
- Frans van Bourbon, prins van Conti (1558-1614)
- Karel II van Bourbon (1562-1594)
- Lodewijk van Bourbon (1562-1563)
- Madeleine van Bourbon (1563-1563)
- Katherine van Bourbon (1564, jong gestorven)

Uit zijn tweede huwelijk, gevierd op 8 november 1565 te Vendôme met Françoise van Orléans-Longueville (1549-1601), werden geboren:
- Karel van Bourbon-Soissons, graaf van Soissons (1566-1612) ;
- Lodewijk van Bourbon-Condé (1567-1568) ;
- Benjamin van Bourbon-Condé (1569-1573).

Hij liet ook een buitenechtelijke zoon achter (geboren in mei of juli 1564 te Dijon) bij Isabella van Limeuil bijgenaamd Mademoiselle de la Tour, hofdame van Catharina de' Medici van dewelke ze een verwante was (haar grootvader was Antoine de La Tour vicomte de Turenne) en latere echtgenote van Scipion Sardini, burggraaf van Buzancy, baron van Chaumont-sur-Loire. Zij stamde af van koning Lodewijk IX van Frankrijk. De prins van Condé had het kind laten ophalen en beloofd het te erkennen, maar stierf voordat hij dit kon doen.

## Voorouders
| Voorouders van Lodewijk I van Bourbon-Condé (1530-1569) | Voorouders van Lodewijk I van Bourbon-Condé (1530-1569)                      | Voorouders van Lodewijk I van Bourbon-Condé (1530-1569)                      | Voorouders van Lodewijk I van Bourbon-Condé (1530-1569)                      | Voorouders van Lodewijk I van Bourbon-Condé (1530-1569)                      | Voorouders van Lodewijk I van Bourbon-Condé (1530-1569)                   | Voorouders van Lodewijk I van Bourbon-Condé (1530-1569)                   | Voorouders van Lodewijk I van Bourbon-Condé (1530-1569)                       |                                                                               |
| ------------------------------------------------------- | ---------------------------------------------------------------------------- | ---------------------------------------------------------------------------- | ---------------------------------------------------------------------------- | ---------------------------------------------------------------------------- | ------------------------------------------------------------------------- | ------------------------------------------------------------------------- | ----------------------------------------------------------------------------- | ----------------------------------------------------------------------------- |
| Overgrootouders                                         | Jan VIII van Bourbon-Vendôme (1428-1478) ∞ Isabella van Beauvau (-1475)      | Jan VIII van Bourbon-Vendôme (1428-1478) ∞ Isabella van Beauvau (-1475)      | Peter II van Saint-Pol (1440-1482) ∞ Margaretha van Savoye (1439-1483)       | Peter II van Saint-Pol (1440-1482) ∞ Margaretha van Savoye (1439-1483)       | Jan II van Alençon (1409-1476) ∞ Johanna van Orléans (1409-1432)          | Jan II van Alençon (1409-1476) ∞ Johanna van Orléans (1409-1432)          | Ferry II van Vaudémont (1420-1470) ∞ 1445 Yolande van Lotharingen (1428-1483) | Ferry II van Vaudémont (1420-1470) ∞ 1445 Yolande van Lotharingen (1428-1483) |
| Grootouders                                             | Frans van Bourbon-Vendôme (1470-1495) ∞ 1487 Maria van Saint-Pol (1472-1546) | Frans van Bourbon-Vendôme (1470-1495) ∞ 1487 Maria van Saint-Pol (1472-1546) | Frans van Bourbon-Vendôme (1470-1495) ∞ 1487 Maria van Saint-Pol (1472-1546) | Frans van Bourbon-Vendôme (1470-1495) ∞ 1487 Maria van Saint-Pol (1472-1546) | René van Alençon (1440-1482) ∞ Margaretha van Vaudémont (1463-1521)       | René van Alençon (1440-1482) ∞ Margaretha van Vaudémont (1463-1521)       | René van Alençon (1440-1482) ∞ Margaretha van Vaudémont (1463-1521)           | René van Alençon (1440-1482) ∞ Margaretha van Vaudémont (1463-1521)           |
| Ouders                                                  | Karel van Bourbon-Vendôme (1489-1537) ∞ Françoise van Alençon (1490-1550)    | Karel van Bourbon-Vendôme (1489-1537) ∞ Françoise van Alençon (1490-1550)    | Karel van Bourbon-Vendôme (1489-1537) ∞ Françoise van Alençon (1490-1550)    | Karel van Bourbon-Vendôme (1489-1537) ∞ Françoise van Alençon (1490-1550)    | Karel van Bourbon-Vendôme (1489-1537) ∞ Françoise van Alençon (1490-1550) | Karel van Bourbon-Vendôme (1489-1537) ∞ Françoise van Alençon (1490-1550) | Karel van Bourbon-Vendôme (1489-1537) ∞ Françoise van Alençon (1490-1550)     | Karel van Bourbon-Vendôme (1489-1537) ∞ Françoise van Alençon (1490-1550)     |